# Alison Weir
Alison Weir, född 8 juli 1951 i London, är en brittisk författare av historisk litteratur, främst känd för sina biografier över brittiska kungar och drottningar. Hon har även skrivit historiska romaner och har blivit en av Storbritanniens mest lästa och respekterade författare inom genren populärhistorik.

## Biografi
Alison Weir föddes i London och utbildade sig till lärare. Hon arbetade under en tid som lärare för barn med särskilda behov innan hon blev författare på heltid. Hon bor i Surrey tillsammans med sin make och deras barn.
Hennes intresse för historia väcktes redan i barndomen, och hon började skriva historiska texter som tonåring. Weir började sin författarkarriär med facklitteratur men gick senare över till att även skriva historiska romaner.

## Facklitteratur
Bland hennes mest uppmärksammade historiska biografier finns:
- Elizabeth the Queen (1991)
- The Six Wives of Henry VIII (1992)
- Mary, Queen of Scots and the Murder of Lord Darnley (2003)
- Eleanor of Aquitaine: A Life (1999)
- Henry VIII: King and Court (2001)

## Skönlitteratur
Sedan mitten av 2000-talet har Weir även gett ut ett antal historiska romaner, bland annat:
- Innocent Traitor (2006) – om Lady Jane Grey
- The Lady Elizabeth (2008) – om den unga Elizabeth I
- The Tudor Queens Series (2016–2021) – en romansvit om Henrik VIII:s sex fruar